# Кибет, Люк
Люк Кибет — кенийский легкоатлет, который специализируется в марафоне. Чемпион мира 2007 года в марафоне с результатом 2:15.59.
В начале спортивной карьеры специализировался на дистанции 3000 метров с/п. В 2003 году выиграл 10-мильный пробег в Тилбурге. В этом же году бежит свой первый полумарафон, 4-е место на пробеге CPC Loop Den Haag. В 2004 году принимает участие в Энсхедском марафоне, где занимает 2-е место, при этом показав результат 2:11:06. В этом же году 2-е место на Франкфуртском марафоне с результатом 2:11.18. Является двукратным победителем Тайбэйского марафона. Принял участие в Олимпийских играх 2008 года на марафонской дистанции, но не смог добежать до финиша.

## Личные рекорды
| Дистанция   | Время                | Дата             | Место             |
| ----------- | -------------------- | ---------------- | ----------------- |
| 10 км       | 27.42                | 2004             | Ренн              |
| 15 км       | 42.44                | 10 сентября 2006 | Роттердам         |
| 20 км       | 58.34                | 9 марта 2003     | Алфен-ан-ден-Рейн |
| Полумарафон | 1:00.43              | 10 сентября 2006 | Роттердам         |
| 25 км       | 1:12.52 (МР <23 лет) | 9 мая 2004       | Берлин            |
| 30 км       | 1:30.17              | 9 апреля 2006    | Роттердам         |
| Марафон     | 2:08.52              | 9 октября 2005   | Эйндховен         |